# Jessica Mauboy
Jessica Hilda Mauboy, född 4 augusti 1989 i Darwin Australien, är en sångerska och låtskrivare som bland annat kom tvåa i Australian Idol 2006. Mauboy har också varit medlem i popgruppen Young Divas. Mauboys debutskiva släpptes under 2008 och innehöll bland annat låten "Running Back" som är ett samarbete med den amerikanska rapparen Flo Rida.
Den 11 december 2017 presenterades Mauboy som representant för Australien till Eurovision Song Contest 2018 i Lissabon, Portugal. Hon blev den fjärde artisten att tävla för Australien med bidraget We Got Love som gick till final och slutade på tjugonde plats.
I januari 2009 började hon ett långdistansförhållande med Themeli "Magoo" Magripilis, en fotbollsspelare av grekisk härkomst. Efter sju års långdistansförhållande flyttade de ihop i september 2016.

## Diskografi

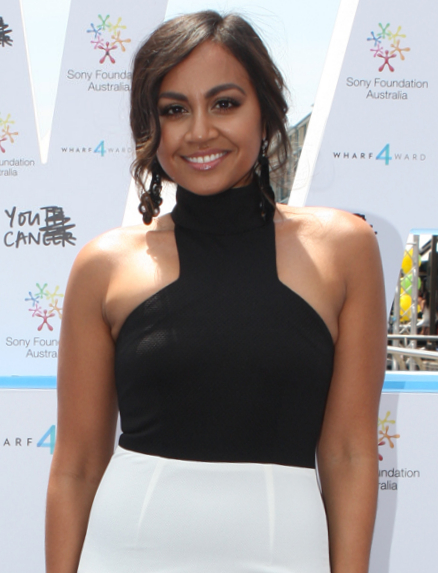
Jessica Mauboy 2012.

- Been Waiting (2008)
- Get 'em Girls (2010)
- Beautiful (2013)
- Hilda (2019)
- Yours Forever (2024)